# Erorejo
Erorejo is een bestuurslaag in het regentschap Wonosobo van de provincie Midden-Java, Indonesië. Erorejo telt 1535 inwoners (volkstelling 2010).